# Санта-Паоліна
Санта-Паоліна (італ. Santa Paolina) — муніципалітет в Італії, у регіоні Кампанія,  провінція Авелліно.
Санта-Паоліна розташована на відстані близько 220 км на південний схід від Рима, 55 км на північний схід від Неаполя, 15 км на північ від Авелліно.
Населення — 1295 осіб (2014).
Щорічний фестиваль відбувається 6 червня. Покровитель — Santa Paolina (benedettina).

## Демографія
Населення за роками:

Станом на 1 січня 2023 року в муніципалітеті офіційно проживало 50 іноземців з 16 країн, серед них 7 громадян країн Євросоюзу та 5 громадян України.

## Сусідні муніципалітети
- Монтефуско
- Монтемілетто
- Прата-ді-Принчипато-Ультра
- Торріоні
- Туфо